# Oitava (litúrgica)
Oitava tem dois sentidos no uso litúrgico cristão. No primeiro, é o oitavo dia após uma festa, inclusivamente, de forma que o dia sempre caia no mesmo dia da semana que a festa original. A palavra é derivada do latim octava (oitavo), com "dies" subentendido. O termo é também aplicado para todo o período de oito dias, durante o qual as ditas festas passam a ser observadas também.

## Da origem até a Idade Média
A prática pode ter tido suas origens na celebração de oito dias da Festa dos Tabernáculos e da Dedicação do Templo do Antigo Testamento. Porém, o número "oito" também pode ser uma referência à ressurreição, que na igreja antiga era geralmente chamada de "oitavo dia". 
Por esta razão, antigas fontes batismais e tumbas cristãs tinham a forma de octógonos. A prática das oitavas foi introduzida pela primeira vez por Constantino I, por conta da festa de dedicação das basílicas de Jerusalém e Tiro, que duraram oito dias. Depois disso, festas litúrgicas anuais passaram a ser observadas na forma de oitavas. As primeiras foram a Páscoa, o Pentecostes e, no oriente, a Epifania. Isto ocorreu no século IV d.C. e indicava a reserva de um período para os conversos terem um alegre retiro.
O desenvolvimento as oitavas ocorreu vagarosamente. Do século IV até o VII d.C., os cristãos observaram as oitavas com uma celebração no oitavo dia, com poucas liturgias durante os dias intermediários. O Natal foi a próxima festa a receber uma oitava. Já pelo século VIII d.C., Roma tinha desenvolvido oitavas não somente para Páscoa, Pentecostes e Natal, mas também para a Epifania e as festas de dedicação de igrejas individuais . Do século VII d.C. em diante, as festas dos santos também passaram a ter oitavas (uma festa no oitavo dia e não uma festa de oito dias), sendo as mais antigas as festas de São Pedro e São Paulo, São Lourenço e Santa Inês. A partir do século XII d.C., o costume passou a ser a observância dos oito dias intermediários, além do oitavo. Durante a Idade Média, as oitavas para diversas outras festas e dias santos eram celebradas de acordo com a diocese ou a ordem religiosa.

## De Pio V até Pio XII
Após 1568, quando o Papa Pio V reduziu o número de oitavas, elas ainda eram numerosas. Não apenas no oitavo dia da festa, mas em todos os dias intermediários, a liturgia era mesma do próprio dia da festa, com exatamente todas as preces e leituras. As oitavas eram classificadas em diversos tipos, dependendo da possibilidade de celebração de outras festas no mesmo período. A Páscoa e o Pentecostes tinham oitavas de "privilégio especial", durante a qual nenhuma outra festa poderia ser celebrada. O Natal, a Epifania e o Corpus Christi tinham oitavas "privilegiadas", durante a qual somente festas de grande importância poderiam ser celebradas. As oitavas das outras festas permitiam ainda mais festas.
Para reduzir a repetição da mesma liturgia por muitos dias seguidos, o Papa Leão XIII e o Papa Pio X fizeram ainda mais distinções, classificando as oitavas em três tipos principais: oitavas privilegiadas, oitavas comuns e oitavas simples. As privilegiadas foram organizadas de forma hierárquica, de primeira, segunda e terceira ordem. Na primeira metade do século XX, as oitavas estavam organizadas da seguinte forma:
- Oitavas privilegiadas
  - Oitavas privilegiadas de primeira ordem
  - Oitava de Natal
    - Oitava da Páscoa
    - Oitava de Pentecostes

  - Oitavas privilegiadas de segunda ordem
    - Oitava da Epifania
    - Oitava de Corpus Christi

  - Oitavas privilegiadas de terceira ordem
    - Oitava de Natal
    - Oitava da Ascensão
    - Oitava do Sagrado Coração de Jesus
- Oitavas comuns
  - Oitava da Imaculada Conceição
  - Oitava da solenidade de São José
  - Oitava da Natividade de São João Batista
  - Oitava da São Pedro e São Paulo
  - Oitava de Todos os Santos
  - Oitava da Assunção
- Oitavas simples
  - Oitava de Santo Estevão
  - Oitava de São João
  - Oitava dos Santos Inocentes

Além destas, o santo padroeiro de uma nação, diocese ou igreja também era celebrado com uma oitava, em cada dia da qual a missa e a liturgia da festa eram repetidas, exceto se fossem impedidas por outra festa mais importante.

## Reduções por Pio XII e Paulo VI
Papa Pio XII simplificou o calendário com um decreto em 23 de março de 1955: apenas as oitavas do Natal, Páscoa e Pentecostes foram mantidas. Todas as outras oitavas no rito romano foram suprimidas, incluindo as que ocorriam nos calendários locais. Em 1969, a Igreja Católica Apostólica Romana revisou novamente o calendário, retirando as oitavas de Pentecostes.
As duas oitavas sobreviventes diferem das outras ao não repetir diariamente a mesma liturgia. Os oito primeiros dias da Páscoa constituem as oitavas da Páscoa e são celebradas como solenidades ao Senhor. Desde 30 de abril de 2000, o "segundo domingo de Páscoa", que conclui a oitava da Páscoa, é também conhecido como Domingo da Divina Misericórdia.
Já a oitava de Natal está organizada da seguinte forma:
- O domingo dentro da oitava: festa da Sagrada Família; celebrada na sexta, 30 de dezembro, quando o Natal cai num domingo.
- 26 de dezembro: festa de Santo Estevão
- 27 de dezembro: festa de São João Apóstolo
- 28 de dezembro: festa dos Santos Inocentes
- 29-31 de dezembro: dias dentro da oitava, nos quais a celebração memoriais opcionais é permitida, com a ressalva acima de quando o Natal cai num domingo.
- 1 de janeiro, oitavo dia da Natividade; Solenidade de Maria, mãe de Deus[7]